# 卫兵米南德
卫兵米南德（希臘語：Μένανδρος Προτήκτωρ），拜占庭帝国历史学家，生于公元6世纪中叶君士坦丁堡，生平记载于《苏达辞书》，他记载了拜占庭帝国公元6世纪的历史，是有关当时重要的史料。